# Edin Mujčin
Edin Mujčin (født 14. januar 1970) er en tidligere bosnisk fodboldspiller.

## Bosnien-Hercegovinas fodboldlandshold
| Bosnien-Herzegovinas landshold | Bosnien-Herzegovinas landshold | Bosnien-Herzegovinas landshold |
| År                             | Kmp                            | Mål                            |
| ------------------------------ | ------------------------------ | ------------------------------ |
| 1997                           | 4                              | 1                              |
| 1998                           | 5                              | 0                              |
| 1999                           | 6                              | 0                              |
| 2000                           | 3                              | 0                              |
| 2001                           | 4                              | 0                              |
| 2002                           | 2                              | 0                              |
| Total                          | 24                             | 1                              |